# Bombax thorelii
Bombax thorelii är en malvaväxtart som beskrevs av François Gagnepain. Bombax thorelii ingår i släktet Bombax och familjen malvaväxter. Inga underarter finns listade i Catalogue of Life.